# جولایی

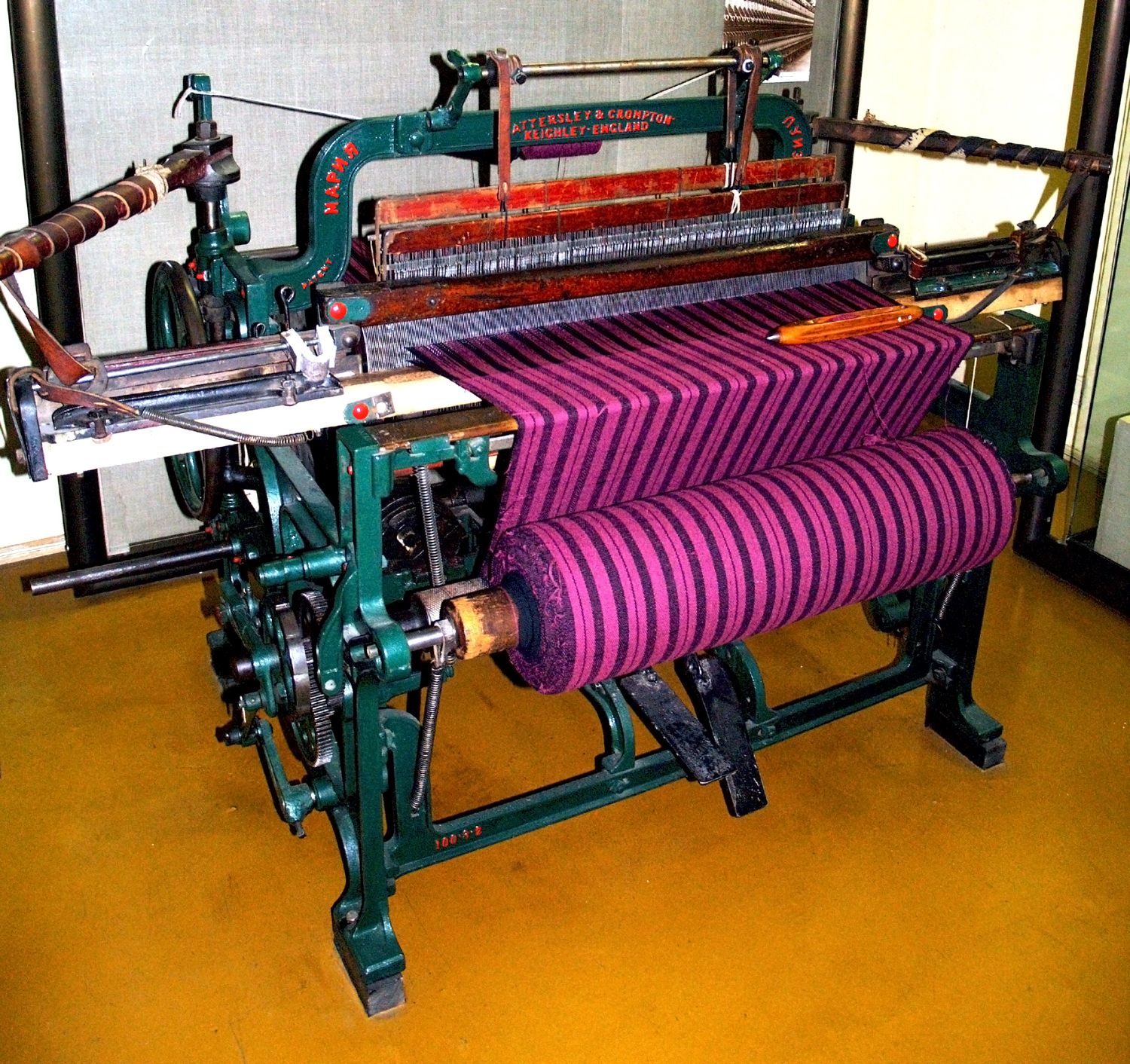
جولایی پدالی ساخته شده در سال ۱۸۹۳ در انگلستان

جولایی یا لووم (به انگلیسی: loom) وسیله‌ای برای بافتن پارچه است. پایه و اساس دستگاه بافندگی نگه داشتن پود در حالت کشش برای آسان کردن بافتن تار در میان آن است. برخی از لووم ها، مانند ماشین ژاکارد با استفاده یک کارت پانچ قابلیت پیروی از الگوهای ترسیمی را دارند.

## نگارخانه

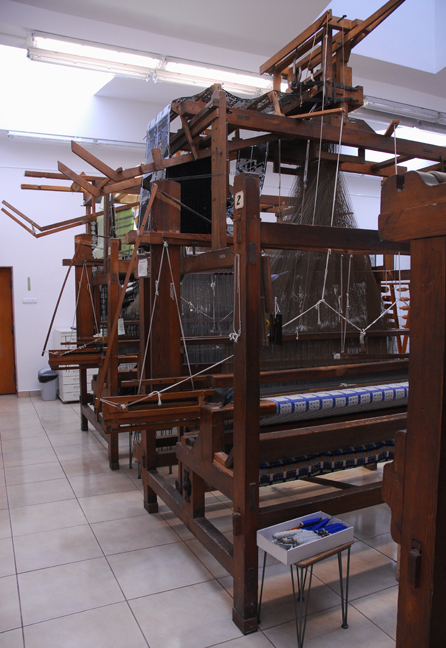
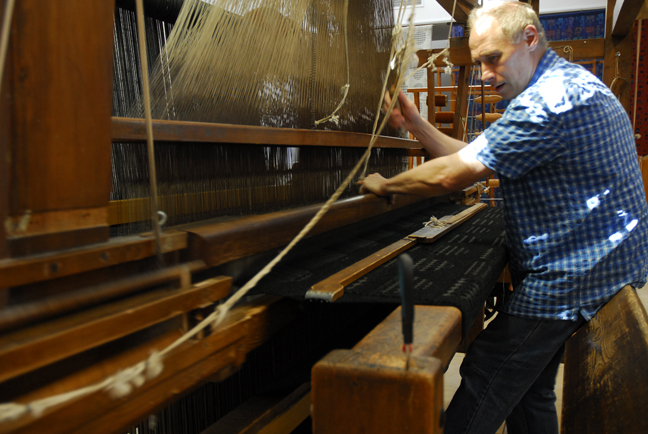
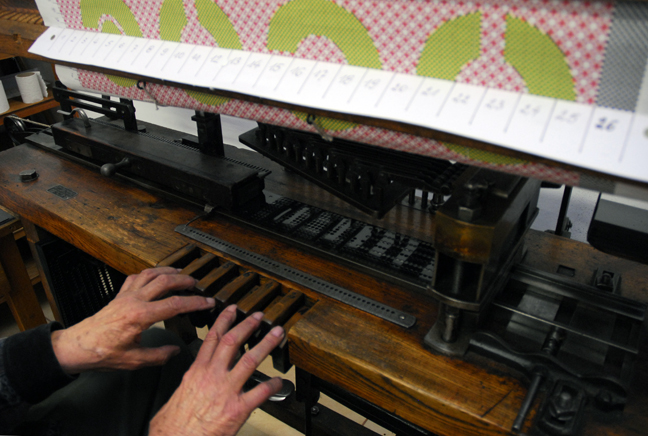
ماشین ژاکارد به همراه یک کارت پانچ در داخل